# Fiancés de la Torah
Les Fiancés de la Torah (hébreu : חתני התורה Hattanei HaTorah) sont les personnes appelées à lire les sections concluant et recommençant le cycle annuel de lecture de la Torah, à l'occasion de la fête juive de Sim'hat Torah.

## Les fiancés de la Torah dans les sources juives
La coutume n'apparaît pas plus que Sim'hat Torah dans le Talmud. Elle remonte probablement à l'ère des Gueonim, où une couronne d'argent, d'or ou de myrte était placée sur la tête de celui qui recevait l'honneur de conclure la lecture du dernier chapitre du Pentateuque (Deutéronome 33:27-34:12) à Sim'hat Torah, à la manière de celles qui ornaient la tête des fiancés.
Lorsqu'au XIVe siècle, la lecture du premier chapitre du Pentateuque (Genèse 1:1-2:3) est instituée, la coutume du hatan Bereshit (« fiancé [du Livre] de la Genèse ») apparaît également.

## Pratique de la coutume

### Dans le judaïsme ashkénaze
Les fiancés de la Torah sont appelés à lire leurs sections particulières après que toute l'assemblée, y compris les enfants, a lu la section Vèzot Haberakha jusqu'à Deutéronome 33:27. Ils tirent leur nom des premiers mots des passages qu'ils lisent (le hatan Torah lit « Torah tsiva lanou Moshe etc. », tandis que le hatan Bereshit lit « Bereshit bara Elohim ett hashamayim veett haaretz »)
L'attribution de la fonction de Hatan Torah ou Hatan Bereshit est considérée comme un privilège, et il est recommandé de ne l'accorder qu'à une personne particulièrement distinguée par sa piété, son instruction, sa bonté et d'autres mérites ; l'honneur conféré est plus grand pour le Hatan Torah que pour le Hatan Bereshit.
Les fiancés ne sont pas « appelés à la Torah » par la formule ordinaire, Ya'amod (« Que se lève » etc.), mais par un poème liturgique appelé Reshout, commençant (dans le rite ashkénaze) par les mots Mereshout haEl haGadol haGuibor vehaNora (« Par permission du Dieu grand, puissant et redoutable ») pour le Hatan Torah ou par ceux de Mereshout meromam 'al kol brakha veshira (« Par permission de Celui qui est élevé au-delà de toute bénédiction et chant ») pour le Hatan Bereshit. 
Après la lecture, les fiancés font généralement don de larges sommes à la synagogue, en remerciement de l'honneur qui leur a été conféré, et invitent leurs amis et connaissances (en pratique, la congrégation) à un banquet plus ou moins élaboré, comme à l'occasion de véritables fiançailles, dans la salle de rencontres de la synagogue, au sous-sol de celle-ci ou chez eux. Le hatan Torah organise ce repas à Sim'hat Torah même, tandis que le Hatan Bereshit le fait lors du chabbat Bereshit (le chabbat au cours duquel on lit la section Bereshit, correspondant à Genèse 1:1-6:8).

### Dans le judaïsme séfarade et oriental
Dans la plupart des communautés séfarades et orientales (mais non séfarades occidentales), il existe, outre le hatan Torah et le hatan Bereshit, un troisième fiancé, le hatan Me'ona, qui lit les versets Deutéronome 33:27-29 (33:27 commence par Me'ona), laquelle lecture est impartie au hatan Torah chez les ashkénazes. Le hatan Torah lit, chez les séfarades, l'ensemble de la section Vèzot HaBerakha.

## Source
Cet article contient des extraits de l'article « BRIDEGROOM OF THE LAW (Ḥatan Torah) » par Cyrus Adler & Bernard Drachman de la Jewish Encyclopedia de 1901–1906 dont le contenu se trouve dans le domaine public.